# 나카이다촌
나카이다촌(中井田村)은 오이타현 오노군에 있던 촌이다. 현재의 분고오노시의 일부에 해당한다.